# Lijst van voetbalinterlands Joegoslavië - Slovenië
Deze lijst van voetbalinterlands is een overzicht van alle officiële voetbalwedstrijden tussen de nationale teams van Joegoslavië en Slovenië. De landen speelden in totaal drie keer tegen elkaar. De eerste ontmoeting, een groepswedstrijd tijdens het Europees kampioenschap voetbal 2000 in Charleroi (België). Het laatste duel, een kwalificatiewedstrijd voor het Wereldkampioenschap voetbal 2002, vond plaats op 5 september 2001 in Belgrado.

## Wedstrijden
| № | Plaats    | Datum            | Competitie           | Wedstrijd              | Uitslag |
| - | --------- | ---------------- | -------------------- | ---------------------- | ------- |
| 1 | Charleroi | 13 juni 2000     | EK 2000              | Slovenië – Joegoslavië | 3 – 3   |
| 2 | Ljubljana | 28 maart 2001    | WK 2002 kwalificatie | Slovenië – Joegoslavië | 1 – 1   |
| 3 | Belgrado  | 5 september 2001 | WK 2002 kwalificatie | Joegoslavië – Slovenië | 1 – 1   |

## Samenvatting
| Competitie      | Totaal gespeeld | Winst Joegoslavië | Gelijk | Winst Slovenië | Doelsaldo Joegoslavië – Slovenië |
| --------------- | --------------- | ----------------- | ------ | -------------- | -------------------------------- |
| WK-kwalificatie | 2               | 0                 | 2      | 0              | 2 − 2                            |
| EK-eindronde    | 1               | 0                 | 1      | 0              | 3 − 3                            |
| Totaal          | 3               | 0                 | 3      | 0              | 5 − 5                            |

## Details

### Eerste ontmoeting
| EK 2000 (Charleroi, België, 13 juni 2000): |              | |
| Slovenië | 3 – 3        | Joegoslavië |
| Zlatko Zahovič 23' Miran Pavlin 52' Zlatko Zahovič 57' | goals        | 67' Savo Milošević 70' Ljubinko Drulović 73' Savo Milošević |
| Srečko Katanec | bondscoach   | Vujadin Boškov |
| Mladen Dabanovič Željko Milinovič Darko Milanič Marinko Galič Đoni Novak Aleš Čeh Sašo Udovič 64' Zlatko Zahovič Miran Pavlin 74' Mladen Rudonja Amir Karič 78' | opstellingen | Ivica Kralj Ivan Dudić Slaviša Jokanović Miroslav Đukić 36' Dejan Stanković Vladimir Jugović 82' Predrag Mijatović Siniša Mihajlović Ljubinko Drulović 52' Darko Kovačević Albert Nađ |
| Milenko Ačimovič 64' Zoran Pavlovič 74' Milan Osterc 78' | wissels      | 36' Dragan Stojković 52' Savo Milošević 82' Mateja Kežman |
| Darko Milanič 14' | gele kaarten | |
| | rode kaarten | 54', 59' Siniša Mihajlović |

### Tweede ontmoeting
| WK 2002 kwalificatie (Ljubljana, Slovenië, 28 maart 2001): |       |                    |
| Slovenië                                                   | 1 – 1 | Joegoslavië        |
| Zlatko Zahovič 90+4'                                       | goals | 32' Savo Milošević |

### Derde ontmoeting
| WK 2002 kwalificatie (Belgrado, Joegoslavië, 5 september 2001): |       |                      |
| Joegoslavië                                                     | 1 – 1 | Slovenië             |
| Predrag Đorđević 51'                                            | goals | 10' Željko Milinovič |